# Sissel Gjersum
Sissel Gjersum född 26 juni 1949, är en norsk illustratör och designer.
Hon har arbetat med egna bilder, men är särskilt känd för färgstarka målerier till bilderböcker för barn. 1993 mottog hon Bragepriset för Garnnøstet som forsvant med text av Else Færden.
Sissel Gjersum är gift med tecknaren Morten M. Kristiansen. De bor på Skøyen i Oslo.